# Drużynowe mistrzostwa Polski w szachach błyskawicznych
Drużynowe mistrzostwa Polski w szachach błyskawicznych – rozgrywki mające na celu wyłonienie najlepszej szachowej drużyny klubowej w Polsce, w rozgrywkach błyskawicznych. Po raz pierwszy zorganizowane w Łodzi w 1966 (turnieje kobiet rozgrywane są od 1981 roku). Do końca lat 90. XX wieku turnieje mężczyzn odbywały się systemem eliminacji i finału zamkniętego (z udziałem najczęściej 16 zespołów), obecnie w mistrzostwach stosuje się system szwajcarski, natomiast turnieje kobiet – ze względu na o wiele mniejszą frekwencję – rozgrywane są systemem kołowym lub dwukołowym. Poszczególne zespoły składają się ze składu podstawowego (4-osobowego w mistrzostwach mężczyzn oraz 3-osobowego w mistrzostwach kobiet), jak również z zawodników rezerwowych.
W 1995 r. przyznano dwa tytuły wicemistrzowskie, w wyniku decyzji Zarządu Polskiego Związku Szachowego z dnia 9 września. Decyzja taka została podjęta po stwierdzeniu pomyłki sędziowskiej, polegającej na błędnym wpisaniu wyniku meczu PTSz Płock–Chrobry Głogów (½-3½ zamiast 3½-½). W swojej decyzji Zarząd podkreślił, iż sytuacja była bezprecedensowa, ponieważ błędu nie zauważono aż przez 8 rund, co skutkowało błędnymi wynikami w tabeli oraz mogło wpłynąć na taktykę turniejową w ostatnich rundach. W latach 1995 (kobiety), 1996 (kobiety), 2002 (mężczyźni) i 2004 (kobiety i mężczyźni) mistrzostw nie rozegrano, natomiast w 2010 r. w klasyfikacji kobiet przyznano wyłącznie złote, z powodu uczestnictwa tylko jednej drużyny.
Mistrzostwa drużynowe w szachach błyskawicznych organizowane są w jednym miejscu i terminie wspólnie z mistrzostwami indywidualnymi.

## Mistrzostwa mężczyzn
| Lp. | Rok  | Miasto           | I miejsce                                                                    | II miejsce | III miejsce                                                              |
| --- | ---- | ---------------- | ---------------------------------------------------------------------------- | --- | ------------------------------------------------------------------------ |
| 1   | 1966 | Łódź             | Start Lublin                                                                 | Pocztowiec Poznań | Legion Warszawa                                                          |
|     |      |                  | A.Sydor, K.Pytel, Z.Jamroz, Z.Wojcieszyn, T.Lipski                           | W.Schmidt, P.Ereński, A.Mięsowicz, L.Tarkowski                                                                          | A.Filipowicz, W.Schinzel, S.Gawlikowski, A.Pytlakowski                   |
| 2   | 1967 | Wrocław          | Legion Warszawa                                                              | Maraton Warszawa | Pocztowiec Poznań                                                        |
|     |      |                  | A.Filipowicz, J.Adamski, S.Gawlikowski, J.Szukszta                           | R.Grąbczewski, J.Lewi, S.Witkowski, S.Brzózka                                                                           | W.Schmidt, P.Ereński, A.Mięsowicz, L.Tarkowski                           |
| 3   | 1968 | Kielce           | Maraton Warszawa                                                             | WKSz 64 Wrocław | Pocztowiec Poznań                                                        |
|     |      |                  | R.Grąbczewski, J.Lewi, S.Brzózka, S.Witkowski, M.Kwieciński                  | J.Bednarski, Z.Kwaśniewski, A.Misiuk, B.Serwiński, E.Tiberger                                                           | W.Schmidt, A.Mięsowicz, P.Ereński, J.Gralka                              |
| 4   | 1969 | Kraków           | Start Lublin                                                                 | Pocztowiec Poznań | Legion Warszawa                                                          |
|     |      |                  | J.Bednarski, A.Sydor, K.Pytel, Z.Wojcieszyn, K.Zakrzewski                    | W.Schmidt, P.Ereński, M.Nowacki, A.Mięsowicz, L.Tarkowski                                                               | A.Filipowicz, J.Adamski, S.Gawlikowski, J.Szukszta                       |
| 5   | 1970 | Poznań           | Start Łódź                                                                   | Lech Poznań | Pocztowiec Poznań                                                        |
|     |      |                  | J.Bednarski, A.Łuczak, M.Fabianowski, R.Wolny, H.Podolski                    | Z.Doda, R.Bernard, I.Nowak, B.Pietrusiak                                                                                | W.Schmidt, P.Ereński, M.Nowacki, J.Gralka                                |
| 6   | 1971 | Bydgoszcz        | Maraton Warszawa                                                             | Pocztowiec Poznań | Lech Poznań                                                              |
|     |      |                  | S.Witkowski, R.Grąbczewski, A.Sznapik, M.Kwieciński                          | W.Schmidt, P.Ereński, M.Nowacki, W.Kruszyński                                                                           | Z.Doda, R.Bernard, I.Nowak, B.Pietrusiak                                 |
| 7   | 1972 | Lubliniec        | Pocztowiec Poznań                                                            | Legion Warszawa | Hutnik Nowa Huta                                                         |
|     |      |                  | W.Schmidt, P.Ereński, J.Gralka, L.Tarkowski                                  | J.Adamski, A.Filipowicz, R.Marszałek, A.Łokasto                                                                         | J.Konikowski, R.Gąsiorowski, K.Steczkowski, Z.Nagrocki, S.Porębski       |
| 8   | 1973 | Łódź             | Hutnik Nowa Huta                                                             | Legion Warszawa | Pocztowiec Poznań                                                        |
|     |      |                  | J.Konikowski, R.Gąsiorowski, M.Rogalewicz, S.Porębski                        | A.Filipowicz, J.Adamski, R.Marszałek, M.Fijałkowski                                                                     | W.Kruszyński, P.Ereński, L.Tarkowski, A.Mięsowicz, W.Kałużny             |
| 9   | 1974 | Łódź             | Łączność Bydgoszcz                                                           | Maraton Warszawa | Legion Warszawa                                                          |
|     |      |                  | A.Maciejewski, W.Jagodziński, J.Gralka, G.Chrapkowski                        | W.Schmidt, S.Witkowski, R.Grąbczewski, M.Ziembiński                                                                     | J.Adamski, A.Filipowicz, R.Marszałek, J.Vobożil                          |
| 10  | 1975 | Bydgoszcz        | Legion Warszawa                                                              | Start Katowice | Polonia Warszawa                                                         |
|     |      |                  | A.Filipowicz, J.Adamski, M.Fijałkowski, J.Szukszta                           | J.Bielczyk, K.Pinkas, J.Widera, Z.Hurnik, K.Zieleźnik                                                                   | W.Schinzel, R.Orłowski, R.Rusin, P.Gasik                                 |
| 11  | 1976 | Piotrków Tryb.   | Start Lublin                                                                 | Avia Świdnik | Legion Warszawa                                                          |
|     |      |                  | K.Pytel, A.Sydor, Z.Jamroz, H.Dobosz, R.Niedźwiadek                          | Z.Księski, Z.Szymczak, T.Lipski, K.Zakrzewski                                                                           | J.Adamski, A.Filipowicz, S.Wach, B.Borysiak                              |
| 12  | 1977 | Częstochowa      | Legion Warszawa                                                              | Maraton Warszawa | Avia Świdnik                                                             |
|     |      |                  | A.Filipowicz, J.Adamski, S.Wach, B.Borysiak                                  | W.Schmidt, A.Sznapik, S.Witkowski, S.Brzózka, M.Ziembiński                                                              | Z.Księski, Z.Szymczak, T.Lipski, M.Praszak, M.Hawełko                    |
| 13  | 1978 | Kalisz           | Łączność Bydgoszcz                                                           | Legion Warszawa | Maraton Warszawa                                                         |
|     |      |                  | A.Maciejewski, W.Kruszyński, J.Pokojowczyk, W.Jagodziński                    | S.Wach, J.Adamski, A.Filipowicz, B.Borysiak                                                                             | W.Schmidt, A.Sznapik, M.Ziembiński, W.Ehrenfeucht, S.Brzózka             |
| 14  | 1979 | Kalisz           | Maraton Warszawa                                                             | Łączność Bydgoszcz | Anilana Łódź                                                             |
|     |      |                  | A.Sznapik, W.Schmidt, S.Witkowski, M.Ziembiński, P.Staniszewski              | A.Maciejewski, W.Kruszyński, J.Pokojowczyk, W.Jagodziński, G.Chrapkowski                                                | W.Świć, T.Rakowiecki, T.Żółtek, Stefański                                |
| 15  | 1980 | Kalisz           | Górnik 09 Mysłowice                                                          | Hetman Wrocław | Łączność Bydgoszcz                                                       |
|     |      |                  | S.Kostyra, H.Sobura, T.Tomalczyk, Z.Kwiecień                                 | F.Borkowski, Z.Jaśnikowski, C.Balicki, M.Świerczewski, J.Żyła                                                           | A.Maciejewski, W.Kruszyński, J.Pokojowczyk, G.Chrapkowski, W.Jagodziński |
| 16  | 1981 | Bydgoszcz        | Maraton Warszawa                                                             | Avia Świdnik | Start Katowice                                                           |
|     |      |                  | W.Schmidt, A.Sznapik, A.Adamski, S.Witkowski                                 | K.Pytel, Z.Księski, Z.Szymczak, T.Lipski                                                                                | K.Pinkas, K.Zieleźnik, J.Widera, Z.Hurnik                                |
| 17  | 1982 | Katowice         | Skra Komobex Częstochowa                                                     | Górnik 09 Mysłowice | Łączność Bydgoszcz                                                       |
|     |      |                  | A.Sygulski, R.Tomaszewski, B.Sygulski, T.Giżyński, J.Flis, T.Karpik, W.Sapis | W.Kruszyński, S.Kostyra, H.Sobura, T.Tomalczyk                                                                          | J.Pokojowczyk, W.Jagodziński, G.Chrapkowski, D.Łunkiewicz                |
| 18  | 1983 | Warszawa         | Maraton Warszawa                                                             | Górnik 09 Mysłowice | Skra Komobex Częstochowa                                                 |
|     |      |                  | W.Schmidt, A.Sznapik, A.Adamski, S.Witkowski, W.Ehrenfeucht                  | W.Kruszyński, J.Bielczyk, S.Kostyra, H.Sobura, T.Tomalczyk                                                              | A.Sygulski, R.Tomaszewski, J.Flis, T.Giżyński, T.Karpik                  |
| 19  | 1984 | Bydgoszcz        | Lech Poznań                                                                  | Górnik 09 Mysłowice | Skra Częstochowa                                                         |
|     |      |                  | P.Stempin, R.Bernard, L.Węglarz, R.Kujawski                                  | J.Bielczyk, S.Kostyra, H.Sobura, Z.Kwiecień, T.Tomalczyk                                                                | R.Tomaszewski, W.Sapis, C.Sajko, T.Giżyński                              |
| 20  | 1985 | Kalisz           | Górnik 09 Mysłowice                                                          | Start Lublin | Hutnik Warszawa                                                          |
|     |      |                  | H.Sobura, J.Bielczyk, W.Kruszyński, T.Tomalczyk                              | H.Dobosz, S.Wach, J.Przewoźnik, Z.Jamroz                                                                                | J.Bednarski, A.Czerwoński, K.Sznapik, M.Mannke                           |
| 21  | 1986 | Kalisz           | Górnik 09 Mysłowice                                                          | Maraton Wrocław | Kolejarz Katowice                                                        |
|     |      |                  | H.Sobura, W.Kruszyński, J.Bielczyk, T.Tomalczyk                              | Z.Jaśnikowski, F.Borkowski, J.Żyła, A.Bożek, R.Grossmann                                                                | W.Schmidt, A.Sygulski, J.Szałajdewicz, Z.Kardyś, J.Ligęza                |
| 22  | 1987 | Bydgoszcz        | Anilana Łódź                                                                 | Pocztowiec Poznań | Górnik 09 Mysłowice                                                      |
|     |      |                  | T.Rakowiecki, A.Łuczak, M.Zieliński, A.Rosiak                                | I.Nowak, R.Kujawski, M.Stypka, L.Węglarz                                                                                | H.Sobura, W.Kruszyński, J.Bielczyk, M.Twardoń, T.Tomalczyk               |
| 23  | 1988 | Katowice         | Kolejarz Katowice                                                            | Anilana Łódź | Górnik 09 Mysłowice                                                      |
|     |      |                  | W.Schmidt, A.Sygulski, J.Adamski, J.Dawidów                                  | W.Świć, A.Łuczak, M.Zieliński, T.Rakowiecki, A.Rosiak                                                                   | W.Kruszyński, H.Sobura, J.Bielczyk, T.Tomalczyk, T.Chachaj               |
| 24  | 1989 | Miętne           | Kolejarz Katowice                                                            | Polonia Warszawa | Miedź Legnica                                                            |
|     |      |                  | W.Schmidt, J.Adamski, A.Sygulski, J.Dawidów                                  | J.Petkēvičs, S.Dejkało, M.Sarwiński, M.Kolasiński, T.Wieśniak                                                           | K.Typek, W.Janocha, Z.Bojczuk, G.Łukasiewicz, J.Saskowski, M.Czerniawski |
| 25  | 1990 | Gdynia           | Piast Słupsk                                                                 | Igloopol Dębica | Spartakus Jelenia Góra                                                   |
|     |      |                  | W.Sapis, K.Żołnierowicz, J.Gdański, A.Cichocki, P.Gdański                    | O.Kalinin, S.Kostyra, B.Sygulski, J.Markiewicz                                                                          | A.Maciejewski, A.Dzieniszewski, L.Cejko, M.Morcinek                      |
| 26  | 1991 | Poznań           | AZS Politechnika Wrocław                                                     | Lech Poznań | Piast Słupsk                                                             |
|     |      |                  | Z.Jaśnikowski, J.Kubień, M.Kamiński, A.Jarzyński, A.Pieniążek                | P.Stempin, D.Pędzich, R.Bernard, J.Woda                                                                                 | W.Sapis, J.Gdański, K.Żołnierowicz, A.Cichocki                           |
| 27  | 1992 | Legnica          | Hetman Gryfów Śląski                                                         | Stilon Gorzów Wlkp. | Górnik Zabrze                                                            |
|     |      |                  | R.Kuczyński, Z.Jaśnikowski, W.Świć, A.Maciejewski, F.Borkowski               | M.Krasenkow, D.Pędzich, J.Przewoźnik, A.Czerwoński                                                                      | J.Kiedrowicz, T.Lipski, M.Twardoń, H.Dymerski                            |
| 28  | 1993 | Kalisz           | Stilon Gorzów Wlkp.                                                          | BBTS Włókniarz Bielsko-Biała                                                                                            | Hetman Gryfów Śląski                                                     |
|     |      |                  | M.Krasenkow, J.Przewoźnik, A.Czerwoński, J.Siekański, A.Modzelan             | T.Giżyński, A.Jakubiec, M.Matlak, J.Raszka                                                                              | W.Świć, F.Borkowski, A.Maciejewski, W.Jończyk, W.Kowalczuk               |
| 29  | 1994 | Głogów           | Pocztowiec Poznań                                                            | Chrobry Głogów | Miedź Legnica                                                            |
|     |      |                  | W.Schmidt, K.Urban, L.Węglarz, I.Nowak                                       | T.Markowski, A.Pieniążek, P.Skalik, J.Żyła                                                                              | W.Sapis, K.Typek, J.Saskowski, W.Janocha                                 |
| 30  | 1995 | Racibórz         | Polonia Warszawa                                                             | PTSz Płock Włókniarz Bielsko-Biała                                                                                      | Stilon Gorzów Wlkp.                                                      |
|     |      |                  | A.Wojtkiewicz, J.Gdański, B.Soćko, D.Pędzich                                 | PTSz – M.Grabarczyk, B.Grabarczyk, P.Staniszewski, M.Maciejewski Włókniarz – M.Matlak, A.Jakubiec, M.Jaworski, J.Raszka | R.Kuczyński, A.Czerwoński, J.Przewoźnik, O.Michalski, A.Modzelan         |
| 31  | 1996 | Łuków            | Pocztowiec Poznań                                                            | Rymer Niedobczyce | Polonia Warszawa                                                         |
|     |      |                  | K.Urban, W.Schmidt, L.Węglarz, I.Nowak                                       | M.Grabarczyk, A.Jakubiec, B.Grabarczyk, S.Kostyra                                                                       | J.Gdański, B.Macieja, D.Pędzich, A.Brustman                              |
| 32  | 1997 | Poznań           | Rymer Niedobczyce                                                            | Pocztowiec TP S.A. Poznań                                                                                               | OZSzach Gdańsk                                                           |
|     |      |                  | M.Grabarczyk, A.Jakubiec, B.Grabarczyk, S.Kostyra                            | K.Urban, W.Schmidt, L.Węglarz, I.Nowak                                                                                  | R.Kempiński, P.Murdzia, P.Koc, K.Kiełczewski                             |
| 33  | 1998 | Kędzierzyn-Koźle | Rymer DAMBAX Rybnik                                                          | Polonia PKO BP Warszawa                                                                                                 | Pocztowiec TP S.A. Poznań                                                |
|     |      |                  | M.Grabarczyk, B.Grabarczyk, P.Dobrowolski, H.Seifert                         | J.Gdański, B.Soćko, R.Kuczyński, D.Pędzich                                                                              | K.Urban, W.Schmidt, P.Stempin, I.Nowak                                   |
| 34  | 1999 | Łódź             | Polonia Animex Warszawa                                                      | PTSz Płock | Polonia Animex II Warszawa                                               |
|     |      |                  | M.Krasenkow, B.Soćko, B.Macieja, J.Gdański                                   | M.Grabarczyk, P.Staniszewski, B.Grabarczyk, K.Jędryczka                                                                 | P.Blehm, R.Kuczyński, D.Pędzich, M.Bartel                                |
| 35  | 2000 | Żnin             | Polonia Plus GSM Warszawa                                                    | Pocztowiec TP Poznań | PTSz Płock                                                               |
|     |      |                  | M.Krasenkow, B.Soćko, B.Macieja, J.Gdański, P.Blehm                          | K.Urban, W.Schmidt, P.Stempin, I.Nowak                                                                                  | B.Grabarczyk, M.Grabarczyk, K.Żołnierowicz, K.Jędryczka                  |
| 36  | 2001 | Brzeg Dolny      | Polonia Plus GSM Warszawa                                                    | PTSz Płock | Zelmer Rzeszów                                                           |
|     |      |                  | B.Macieja, M.Krasenkow, B.Soćko, J.Gdański                                   | M.Grabarczyk, K.Mitoń, A.Jakubiec, R.Jedynak                                                                            | D.Mikrut, P.Dobrowolski, J.Sendera, G.Toczek                             |
|     | 2002 | nie rozegrano    | nie rozegrano                                                                | nie rozegrano | nie rozegrano                                                            |
| 37  | 2003 | Jaworzno         | Damis Warszawa                                                               | JKSz MCKiS Jaworzno | Polfa Grodzisk Maz.                                                      |
|     |      |                  | M.Bartel, M.Olszewski, R.Kuczyński, K.Kuźmicz                                | W.Sapis, P.Bobras, K.Pinkas, D.Szoen                                                                                    | Ł.Cyborowski, M.Grabarczyk, G.Więch, A.Grzelak                           |
|     | 2004 | nie rozegrano    | nie rozegrano                                                                | nie rozegrano | nie rozegrano                                                            |
| 38  | 2005 | Polanica-Zdrój   | PTSZ Płock                                                                   | JKSZ-MCKiS Jaworzno | Juvena Hańcza Suwałki                                                    |
|     |      |                  | Z.Pakleza, A.Jakubiec, R.Jedynak, J.Czakon                                   | P.Bobras, M.Matlak, D.Szoen, D.Gumuła                                                                                   | A.Kveinys, T.Warakomski, K.Grycel, M.Kwiatkowski                         |
| 39  | 2006 | Koszalin         | PTSz Płock                                                                   | Juvena Hańcza Suwałki                                                                                                   | Szach-Centrum Cosinus Łódź                                               |
|     |      |                  | R.Jedynak, A.Jakubiec, Z.Pakleza, K.Jędryczka                                | A.Kveinys, Krzysztof Jakubowski (szachista)K.Jakubowski, T.Warakomski, M.Szymański, K.Grycel                            | W.Świć, D.Strejczek, P.Walczak, K.Piorun                                 |
| 40  | 2007 | Mielno           | WASKO HetMaN Szopienice Katowice                                             | JKSz MCKiS Jaworzno | Pocztowiec Poznań                                                        |
|     |      |                  | K.Mitoń, B.Heberla, J.Gdański, K.Bulski, J.Markiewicz                        | J.Czakon, M.Matlak, D.Gumuła, M.Motyka                                                                                  | K.Urban, J.Tomczak, W.Schmidt, J.Owczarzak, W.Przybylski                 |
| 41  | 2008 | Racibórz         | WASKO HetMaN Szopienice Katowice                                             | JKSz MCKiS Jaworzno | PTSz Płock                                                               |
|     |      |                  | K.Mitoń, J.Gdański, B.Heberla, K.Bulski                                      | J.Czakon, M.Matlak, D.Szoen, D.Gumuła                                                                                   | A.Jakubiec, R.Jedynak, Z.Pakleza, K.Jędryczka                            |
| 42  | 2009 | Bydgoszcz        | WASKO HetMaN Szopienice Katowice                                             | Odrodzenie Kożuchów | Baszta MOS Żnin                                                          |
|     |      |                  | K.Mitoń, P.Bobras, B.Heberla, K.Bulski                                       | T.Markowski, J.Zezulkin, D.Orzech, P.Brodowski                                                                          | A.Maksymenko, M.Krysztofiak, A.Kraiński, R.Borgula                       |
| 43  | 2010 | Myślibórz        | WASKO HetMaN Szopienice Katowice                                             | Baszta MOS Żnin | Odrodzenie Kożuchów                                                      |
|     |      |                  | B.Soćko, K.Mitoń, J.Gdański, B.Heberla                                       | A.Maksymenko, M.Grabarczyk, M.Krysztofiak, R.Borgula                                                                    | D.Orzech, M.Oliwa, J.Zezulkin, P.Brodowski                               |
| 44  | 2011 | Katowice         | Pasjonat Dankowice                                                           | WASKO HetMaN Szopienice Katowice                                                                                        | Baszta MOS Żnin                                                          |
|     |      |                  | S.Żyhałka, R.Antoniewski, Ł.Cyborowski, M.Matlak, M.Paździora                | B.Soćko, B.Heberla, J.Gdański, K.Bulski                                                                                 | A.Maksymenko, P.Jaracz, M.Grabarczyk, M.Krysztofiak                      |
| 45  | 2012 | Bydgoszcz        | Odrodzenie Kożuchów                                                          | Baszta MOS Żnin | Warsaw Sharks Warszawa                                                   |
|     |      |                  | M.Oliwa, D.Orzech, P.Brodowski, J.Zezulkin                                   | B.Heberla, A.Maksymenko, R.Borgula, Z.Robak                                                                             | Z.Pakleza, J.Czakon, D.Szoen, T.Głuszko                                  |
| 46  | 2013 | Bydgoszcz        | Baszta MOS Żnin                                                              | HETMAN Katowice | Chemik Bydgoszcz                                                         |
|     |      |                  | B.Heberla, P.Jaracz, R.Antoniewski, A.Maksymenko                             | B.Soćko, J.Gdański, K.Bulski, M.Soćko                                                                                   | Ł.Licznerski, P.Bokiej, M.Woźniak, M.Olszewski                           |
| 47  | 2014 | Bydgoszcz        | Baszta MOS Żnin                                                              | Chemik Bydgoszcz | OKSiR Wisznia Mała                                                       |
|     |      |                  | R.Antoniewski, P.Jaracz, M.Grabarczyk, M.Krysztofiak                         | Ł.Licznerski, P.Jaroch, M.Olszewski, M.Mazalon                                                                          | Ł.Butkiewicz, M.Bronowicki, M.Stępień, R.Zaręba                          |

## Mistrzostwa kobiet
| Lp. | Rok  | Miasto           | I miejsce                                         | II miejsce                                           | III miejsce                                       |
| --- | ---- | ---------------- | ------------------------------------------------- | ---------------------------------------------------- | ------------------------------------------------- |
| 1   | 1981 | Bydgoszcz        | Avia Świdnik                                      | Łączność Bydgoszcz                                   | Gedania Gdańsk                                    |
|     |      |                  | B.Pytel, I.Kasprzyk, B.Tabaczyńska                | H.Zboroń, J.Jagodzińska, L.Turczynowicz              | ?                                                 |
| 2   | 1982 | Katowice         | Łączność Bydgoszcz                                | Legion Warszawa                                      | Kolejarz Katowice                                 |
|     |      |                  | H.Zboroń, J.Jagodzińska, Czarska, L.Turczynowicz  | A.Brustman, M.Litmanowicz, E.Brustman                | ?                                                 |
| 3   | 1983 | Warszawa         | Legion Warszawa                                   | Chemik Bydgoszcz                                     | Łączność Bydgoszcz                                |
|     |      |                  | A.Brustman, G.Maćkowiak, E.Brustman, A.Plaskota   | M.Wiese, E.Kaczmarek, D.Konieczka                    | H.Zboroń, J.Jagodzińska, L.Turczynowicz           |
| 4   | 1984 | Bydgoszcz        | Chemik Bydgoszcz                                  | Legion Warszawa                                      | Hutnik Warszawa                                   |
|     |      |                  | M.Wiese, E.Kaczmarek, D.Konieczka                 | A.Brustman, G.Maćkowiak, E.Brustman, A.Chmielnicka   | ?                                                 |
| 5   | 1985 | Kalisz           | Legion Warszawa                                   | Piast Słupsk                                         | Anilana Łódź                                      |
|     |      |                  | A.Brustman, G.Maćkowiak                           | M.Szulnis, E.Augustyniak, H.Zboroń                   | ?                                                 |
| 6   | 1986 | Kalisz           | Anilana Łódź                                      | Pocztowiec Poznań                                    | Igloopol Pilzno                                   |
|     |      |                  | G.Szmacińska, L.Leszner                           | H.Ereńska-Radzewska, I.Krysiak                       | H.Maziarka-Jałowiec, D.Kłusek, E.Otfinowska       |
| 7   | 1987 | Bydgoszcz        | Anilana Łódź                                      | Igloopol Pilzno                                      | Kolejarz Katowice                                 |
|     |      |                  | G.Szmacińska, L.Leszner, E.Leitlloff              | H.Jałowiec, D.Kłusek, E.Otfinowska                   | I.Świecik, J.Dulias, M.Czubek, K.Lewandowska      |
| 8   | 1988 | Katowice         | Anilana Łódź                                      | Pocztowiec Poznań                                    | Łączność Bydgoszcz                                |
|     |      |                  | G.Szmacińska, L.Leszner, E.Szczepaniak            | H.Ereńska-Radzewska, I.Krysiak, E.Ereńska            | L.Turczynowicz, G.Chabowska, J.Turczynowicz       |
| 9   | 1989 | Miętne           | Igloopol Dębica                                   | Pocztowiec Poznań                                    | Łączność Bydgoszcz                                |
|     |      |                  | H.Jałowiec, D.Kłusek, D.Maziarka, E.Otfinowska    | H.Ereńska-Radzewska, I.Krysiak, E.Ereńska            | L.Turczynowicz, G.Chabowska, J.Turczynowicz       |
| 10  | 1990 | Gdynia           | Igloopol Dębica                                   | Kolejarz Katowice                                    | Doker Gdynia                                      |
|     |      |                  | H.Jałowiec, D.Kłusek, D.Maziarka                  | I.Świecik, K.Lewandowska, J.Dulias                   | E.Burczyk, M.Walkusz, H.Burczyk                   |
| 11  | 1991 | Poznań           | Piast Słupsk                                      | Pocztowiec Poznań                                    | Hetman Gryfów Śląski                              |
|     |      |                  | H.Zboroń, L.Sapis, D.Tarachowicz                  | H.Ereńska-Radzewska, I.Krysiak, E.Ereńska, J.Ereńska | I.Świecik, Z.Kasińska, A.Michajluk                |
| 12  | 1992 | Legnica          | Polonia Warszawa                                  | AZS Politechnika Wrocław                             | ROW Rybnik                                        |
|     |      |                  | A.Brustman, E.Radecka, A.Fornal                   | A.Szmigielska, K.Bukowska, A.Domaradzka              | M.Bobrowska, H.Dzieńkowska, M.Kupczak             |
| 13  | 1993 | Kalisz           | Stilon Gorzów Wlkp.                               | Start Elbląg                                         | AZS Olsztyn                                       |
|     |      |                  | B.Kaczorowska, I.Siekańska, J.Krasenkowa, D.Rusak | V.Zakrzewska, A.Maculewicz, D.Bober                  | G.Maćkowiak, B.Arośniewicz, B.Krysztopa           |
| 14  | 1994 | Głogów           | RMKS Rybnik                                       | Pocztowiec Poznań                                    | Stilon Gorzów Wlkp.                               |
|     |      |                  | M.Bobrowska, A.Szczygieł, M.Kupczak               | H.Ereńska-Radzewska, I.Kuczewska, E.Ereńska          | B.Ziętek-Czerwońska, D.Rusak                      |
|     | 1995 | nie rozegrano    | nie rozegrano                                     | nie rozegrano                                        | nie rozegrano                                     |
|     | 1996 | nie rozegrano    | nie rozegrano                                     | nie rozegrano                                        | nie rozegrano                                     |
| 15  | 1997 | Poznań           | LKSz ZPD Jasień                                   | MKSz Rybnik                                          | Błękitny Express-Lech Poznań                      |
|     |      |                  | J.Dworakowska, B.Grabarska, A.Kucypera            | M.Bobrowska-Mirosławska, A.Szczygieł, A.Matras       | A.Tarachowicz, K.Dembecka-Sobierajewicz, M.Łysiak |
| 16  | 1998 | Kędzierzyn-Koźle | HUGART MKSz Rybnik                                | ZPPD LUBTAR Jasień                                   | MKSz II Rybnik                                    |
|     |      |                  | M.Mirosławska, A.Matras, A.Szczygieł              | J.Dworakowska, B.Grabarska, A.Kucypera               | E.Janiszyn, A.Chmielińska, K.Szczepkowska         |
| 17  | 1999 | Łódź             | Polonia Animex Warszawa                           | MKSz Rybnik                                          | ASSz Miedź Legnica                                |
|     |      |                  | A.Brustman, J.Dworakowska, M.Reszka               | M.Soćko, Agnieszka Matras-Clement, A.Szczygieł       | D.Blimke, A.Socha, J.Puzio                        |
| 18  | 2000 | Żnin             | Polonia Plus GSM Warszawa                         | MKSz Rybnik                                          | PTSz Płock                                        |
|     |      |                  | M.Soćko, A.Brustman, J.Dworakowska                | A.Matras, A.Chmielińska, K.Szczepkowska              | M.Kludacz, K.Jurkiewicz, D.Iwaniuk                |
| 19  | 2001 | Brzeg Dolny      | Polonia Plus GSM Warszawa                         | ASSz Miedź Legnica                                   | MKSz Rybnik                                       |
|     |      |                  | M.Soćko, J.Dworakowska, A.Brustman                | D.Blimke, D.Hermanowicz, A.Socha                     | A.Matras, K.Szczepkowska, A.Chmielińska           |
| 20  | 2002 | Rybnik           | PTSz Płock                                        | MKSz Rybnik                                          | Polonia Warszawa                                  |
|     |      |                  | J.Dworakowska, K.Jurkiewicz, A.Staszewska         | A.Matras, K.Szczepkowska, A.Chmielińska              | M.Soćko, B.Kądziołka                              |
| 21  | 2003 | Rybnik           | PTSz Płock                                        | Miedź Legnica                                        | MKSz Rybnik                                       |
|     |      |                  | J.Dworakowska, J.Worek, M.Kludacz                 | M.Zielińska, D.Blimke, A.Socha                       | A.Matras, K.Szczepkowska, A.Chmielińska           |
|     | 2004 | nie rozegrano    | nie rozegrano                                     | nie rozegrano                                        | nie rozegrano                                     |
| 22  | 2005 | Polanica-Zdrój   | Polonia Warszawa                                  | Juvena Hańcza Suwałki                                | JKSz MCKiS Jaworzno                               |
|     |      |                  | A.Brustman, B.Kądziołka, A.Gasik                  | M.Kozak, M.Szymańska, A.Warakomska                   | E.Andrzejewska, J.Guzik, M.Chrząszcz              |
| 23  | 2006 | Koszalin         | Hetman-Politechnika Koszalińska                   | MKSz Rybnik                                          | Pocztowiec Poznań                                 |
|     |      |                  | J.Majdan, K.Kulon, K.Zakościelna                  | K.Szczepkowska-Horowska, A.Matras, K.Radziewicz      | H.Ereńska-Barlo, M.Chlost, M.Nowak                |
| 24  | 2007 | Mielno           | Hetman-Politechnika Koszalińska                   | JKSz MCKiS Jaworzno                                  | PREFROW MKSz Rybnik                               |
|     |      |                  | K.Kulon, K.Zakościelna, K.Adamowicz               | J.Worek, J.Guzik, P.Łabędź                           | K.Szczepkowska-Horowska, A.Matras, A.Krupa        |
| 25  | 2008 | Racibórz         | PREFROW MKSz Rybnik                               | JKSz MCKiS Jaworzno                                  | Polonia Trade Trans Warszawa                      |
|     |      |                  | K.Szczepkowska-Horowska, K.Toma, A.Matras         | J.Worek, J.Guzik, P.Łabędź                           | H.Leks, J.Kaniak, M.Kaniak                        |
| 26  | 2009 | Bydgoszcz        | Hetman-Politechnika Koszalińska                   | MKSz Rybnik                                          | Javena Hańcza Suwałki                             |
|     |      |                  | J.Majdan, K.Kulon, K.Adamowicz, K.Zakościelna     | M.Soćko, K.Szczepkowska-Horowska, A.Matras-Clement   | M.Kozak, A.Warakomska, D.Ostrowska                |
| 27  | 2010 | Myślibórz        | JKSz MCKiS Jaworzno                               | –                                                    | –                                                 |
|     |      |                  | J.Worek, J.Guzik, P.Łabędź                        |                                                      |                                                   |
| 28  | 2011 | Katowice         | WASKO HetMaN Szopienice Katowice                  | MKSz Rybnik                                          | JKSz MCKiS Jaworzno                               |
|     |      |                  | M.Soćko, M.Michna, D.Blimke-Dereń                 | A.Matras-Clement, A.Dziodzio, A.Krupa                | J.Worek, J.Guzik, P.Łabędź                        |
| 29  | 2012 | Bydgoszcz        | JKSz MCKiS Jaworzno                               | Pocztowiec Bydgoszcz                                 | Baszta MOS Żnin                                   |
|     |      |                  | J.Worek, J.Guzik, K.Jurkiewicz                    | M.Olędzka, A.Marchel, A.Lewandowska                  | B.Jaracz, J.Węglarz, M.Majdan                     |
| 30  | 2013 | Bydgoszcz        | JKSz MCKiS Jaworzno                               | Polonia Wrocław                                      | Polonia Warszawa                                  |
|     |      |                  | J.Worek, J.Guzik, K.Jurkiewicz                    | J.Zawadzka, A.Iwanow, P.Cagara                       | J.Dworakowska, A.Brustman, K.Pastuszko            |
| 31  | 2014 | Bydgoszcz        | MKSz Rybnik                                       | MKS MDK Trzcianka                                    | Baszta MOS Żnin                                   |
|     |      |                  | K.Szczepkowska-Horowska, A.Dziodzio, W.Cieślak    | K.Kulon, M.Kowara, J.Kaczmarek                       | B.Jaracz, J.Węglarz, M.Serafin                    |